# Zuzanna Efimienko-Młotkowska
 Zuzanna Efimienko-Młotkowska, född 8 augusti 1989 i Lubań, Polen, är en volleybollspelare (center).
Efimienkos-Młotkowska började spela med federationslaget SMS PZPS Szczyrk 2004, och stannade i klubben i tre säsonger. Säsongen 2007-08 började hon spela med Gwardia Wrocław, där hon spelade under fem säsonger, dock utan att nå några betydande framgångar med laget. Hon debuterade i landslaget 2008.
Säsongen 2012-13 flyttade hon till Italien och spel i högsta serien med Imoco Volley Conegliano. Hon hade dock en fotledsskada som påverkade hennes prestation och före slutet av grundserien sade hon upp kontraktet med det venetianska laget. Följande säsong återvände han till sitt hemland och spelade med Atom Trefl Sopot, med vilka hon vann den polska cupen 2014-15. 
Hon återvände till Italien 2016-17, denna gången för spel under en säsong med Promoball Volleyball Flero. Säsongerna 2017-2018 och 2018-2019 spelade hon åter i Polen med ŁKS Łódź, med vilka hon blir polska mästare 2018. Åren 2019-2021 spelade hon med KS Developres Rzeszów, även de i Polen. Hon utsågs till bästa blockare under polska cupen 2020. Mellan 2021 och 2022 spelade hon med Radomka SA. Inför säsongen 2022/2023 gick Efimienko-Młotkowska till Energa MKS Kalisz.